# Каруан, Анри
Анри Каруан (фр. Henri Caroine; род. 7 сентября 1981, Таити, Французская Полинезия) — таитянский футболист, центральный полузащитник новокаледонского клуба «Хоризон Патио», игрок национальной сборной Таити.

## Клубная карьера
Взрослую карьеру начал в таитянском клубе «Теманава». В течение 11 сезонов — с 2004 по 2014 годы — выступал за местные клубы — «Таравао» и «Дрэгон». Перебравшись в 2014 году в Новую Каледонию, до 2016 года играл за «Маженту», а в настоящее время — за «Хоризон Патио».

## Карьера в сборной
Дебют игрока за национальную сборную Таити состоялся 3 июня 2012 года в матче против сборной Новой Каледонии в рамках финального турнира Кубка наций ОФК 2012. Каруан отыграл на турнире 4 матча из 5, а сборная Таити одержала на нём победу и получила право сыграть на Кубке конфедераций 2013
В рамках финального турнира Кубка конфедераций 2013 Каруан отыграл полностью все три матча своей команды.